# Mercado Chapel
El Mercado Chapel  (en inglés: Chapel Market) es un mercado de la calle de todos los días en el municipio de Islington en el Gran Londres en Reino Unido. El mercado se encuentra en una calle del mismo nombre cerca de Angel, y vende fruta, verdura y pescado, así como los bienes de ganga para el hogar y ropa barata. Está abierto todos los días excepto los lunes, mientras que opera sólo en las mañanas el jueves y el domingo. El mercado es de 2-3 cuadras de largo, muchos de los clientes son locales, y los alimentos y productos de venta son principalmente para el uso diario . Tiene capacidad para 224 puestos. 
Incluye un espacio agrícola en el extremo este, una vieja institución que debe su nombre a la utilización histórica de la calle superior como vía pecuaria en el sur de Londres y en concreto al mercado Smithfield de carne. Los cien Cuervos volando, en el extremo oeste del mercado es una parte de estilo moderno dedicada más a un público joven. En el centro del mercado, cerca de la esquina de White Lion esta el Alma Lounge, popular entre un público de mayor edad, y con frecuencia lleno desde temprano en el día.